# Richardson (futebolista)
Richardson Oliveira dos Santos, mais conhecido como Richardson (Rio de Janeiro, 30 de janeiro de 1976), é um ex-futebolista brasileiro que atuava como meia.

## Títulos
Vasco da Gama
- Troféu Palma de Mallorca: 1995
- Taça Guanabara: 1998
- Taça Rio: 1998
- Campeonato Carioca: 1998
- Copa Libertadores da América: 1998

Paysandu
- Campeonato Paraense: 2000

Paulista
- Campeonato Paulista – Série A2: 2001
- Campeonato Brasileiro – Série C: 2001